# Puffinus heinrothi
Puffinus heinrothi е вид птица от семейство Procellariidae. Видът е световно застрашен, със статут Уязвим.

## Разпространение
Видът е разпространен в Папуа Нова Гвинея и Соломоновите острови.